# Scaphidiinae
Sous-famille
Les Scaphidiinae forment une sous-famille de coléoptères de la famille des Staphylinidae. Ils sont parfois considérés comme une famille à part entière, les Scaphidiidae. Le genre type est Scaphidium A. G. Olivier, 1790.

## Description
Les espèces de cette sous-famille sont généralement massives et de forme ovale.

## Taxons de rang inférieur
De nombreux genres sont décrits, répartis en quatre tribus :
- Cypariini Achard, 1924
  - Cyparium Erichson, 1845
- Scaphidiini Latreille, 1806
  - Cerambyciscapha Pic, 1915
  - Diatelium Pascoe, 1863
  - Euscaphidium Achard, 1922
  - Scaphidium Olivier, 1790
- Scaphiini Achard, 1924
  - Ascaphium Lewis, 1893
  - Episcaphium Lewis, 1893
  - Persescaphium Löbl & Ogawa, 2016
  - Scaphium Kirby, 1837
- Scaphisomatini Casey, 1893
  - Afroscaphium Löbl, 1989
  - Alexidia Reitter, 1880
  - Amalocera Erichson, 1845
  - Amaloceromorpha Pic, 1920
  - Baeocera Erichson, 1845
  - Baeoceridium Reitter, 1889
  - Baeoceroxidium Ogawa & Löbl, 2013
  - Bertiscapha Leschen & Löbl, 2006
  - Birocera Löbl, 1970
  - Bironium Csiki, 1909
  - Brachynoposoma Löbl, 1973
  - Brachynopus Broun, 1881
  - Collartium Pic, 1928
  - Curtoscaphosoma Pic, 1951
  - Irianscapha Löbl, 2012
  - Kasibaeocera Leschen & Löbl, 2006
  - Kathetopodion Löbl, 1982
  - Mordelloscaphium Pic, 1915
  - Nesoscapha Vinson, 1943
  - Notonewtonia Löbl & Leschen, 2003
  - Paratoxidium Vinson, 1943
  - Pseudobironiella Löbl, 1973
  - Pseudobironium Pic, 1920
  - Sapitia Achard, 1920
  - Scaphicoma Motschulsky, 1863
  - Scaphischema Reitter, 1880
  - Scaphisoma Leach, 1815
  - Scaphobaeocera Csiki, 1909
  - Scaphoxium Löbl, 1979
  - Sphaeroscapha Leschen & Löbl, 2006
  - Spinoscapha Leschen & Löbl, 2006
  - Termitoscaphium Löbl, 1982
  - Toxidium LeConte, 1860
  - Tritoxidium Leschen & Löbl, 2006
  - Vickibella Leschen & Löbl, 2006
  - Vituratella Reitter, 1908
  - Xotidium Löbl, 1992
  - Zinda Löbl, 1981